# 窪田夕子
窪田 夕子（くぼた ゆうこ、女性:1970年12月8日 - ）は、愛媛県川之江市（現・四国中央市）出身のバスケットボール選手である。ポジションはガード。170cm。

## 人物
新居浜商業高校卒業後、シャンソン化粧品に入社。オールジャパン・日本リーグ4度優勝に貢献する。全日本にも選出され、1993年東アジア競技大会に出場した。
1995年、シャンソン化粧品を退社し、教員を目指すべく大阪体育大学に入学。在学中に1995年福岡ユニバーシアードで銅メダル獲得。
卒業後は母校である新居浜商業高校に赴任。バスケットボール部顧問・監督を務める一方、クラブチームでプレーを続け、国体にも出場した。

## 経歴
- 新居浜商業高 - シャンソン化粧品（1989〜1995） - 大阪体育大学

## 日本代表歴
- 1993年東アジア競技大会
- 1995年ユニバーシアード